# NIC-24A
La NIC-24A es una importante carretera nacional clasificada como troncal principal en Nicaragua. Esta vía comienza en el Sur, a la altura del centro de corinto, y culmina al Noreste en el empalme con la NIC-12A, NIC-3 y la NIC-24B en el municipio de Chinandega, en el departamento de Chinandega. 

## Extensión
Con una extensión de 8,69 km, la NIC-24A juega un rol clave en la conectividad y transporte de la región.